# Dosina
Dosina је род морских шкољки из породице Veneridae, тзв, Венерине шкољке.

## Врсте
Према WoRMS
- Dosina firmocosta (Marwick, 1927) †
- Dosina mactracea (Broderip, 1835)
- Dosina marwicki (Laws, 1936) †
- Dosina morgani (Suter, 1917) †
- Dosina suboblonga (Marwick, 1927) †
- Dosina uttleyi (Marwick, 1927) †

- Dosina casina (Linnaeus, 1758) прихваћена као Venus casina Linnaeus, 1758
- Dosina crebra (Hutton, 1873) прихваћена као Dosina mactracea (Broderip, 1835)
- Dosina lamarckii J.E. Gray, 1838 прихваћена као Antigona lamellaris Schumacher, 1817
- Dosina listeri J.E. Gray, 1838 прихваћена као Periglypta listeri (J.E. Gray, 1838)
- Dosina oblonga Gray, 1843 прихваћена као Dosina mactracea (Broderip, 1835)
- Dosina zelandica Gray, 1835 прихваћена као Dosina mactracea (Broderip, 1835)